# Luigi Paris (1830-1887)
Luigi Paris (1830 – 1887) è stato un politico italiano.

## Biografia
Avvocato di professione, venne eletto alla Camera del Regno d'Italia nella X legislatura per il collegio di Aosta.